# Зив, Михаил Павлович
Михаил Павлович Зив (25 мая 1921, Москва, РСФСР — 30 мая 1994, Москва, Россия) — советский композитор. 

## Биография
Михаил Павлович Зив родился 25 мая 1921 года.
В 1947 году окончил Московскую консерваторию (педагог — Дмитрий Кабалевский).
Работал в художественном, мультипликационном и научно-популярном кино. Заслуженный деятель искусств РСФСР (1979).
В 1984—1985 годах читал курс лекций «Музыкальная композиция» на Высших курсах сценаристов и режиссёров.
Ушел из жизни 30 мая 1994 года на 74-м году жизни в Москве. Похоронен 2 июня на Донском кладбище.

## Фильмография

### Композитор
- 1948 — «Первоклассница» — совместно с Дмитрием Кабалевским
- 1953 — «Нахлебник» (фильм-спектакль)
- 1954 — «Школа мужества»
- 1955 — «Васёк Трубачёв и его товарищи»
- 1955 — «Крушение эмирата»
- 1956 — «Необыкновенное лето»
- 1956 — «Священная кровь»
- 1956 — «Первые радости»
- 1957 — «Случай на шахте восемь»
- 1958 — «По путёвке Ленина»
- 1959 — «Баллада о солдате»
- 1959 — «Жизнь прошла мимо»
- 1961 — «Чистое небо»
- 1962 — «Павлуха»
- 1963 — «Как котёнку построили дом» (мультфильм)
- 1963 — «Ку-ка-ре-ку!» (мультфильм)
- 1963 — «Мистер Твистер» (мультфильм)
- 1963 — «Синяя тетрадь»
- 1963 — «Человек, который сомневается»
- 1964 — «Звезда Улугбека»
- 1964 — «Лягушонок ищет папу» (мультфильм)
- 1964 — «Попался» (мультфильм)
- 1965 — «Зонтик» (в к/а «От семи до двенадцати») (короткометражный)
- 1966 — «Тени старого замка»
- 1967 — «Королевская регата»
- 1967 — «Приключения барона Мюнхаузена» (мультфильм)
- 1968 — «И снова май!» (телефильм)
- 1968 — «Комедиант» (мультфильм)
- 1968 — «Случай из следственной практики»
- 1968 — «Чуня» (мультфильм)
- 1969 — «Крокодил Гена» (мультфильм)
- 1969 — «Преступление и наказание» (телефильм)
- 1969 — «Рисунок на песке» (мультфильм)
- 1969 — «Свой»
- 1970 — «Коловерть» (в к/а В лазоревой степи) (среднеметражный)
- 1970 — «Червоточина» (в к/а В лазоревой степи) (среднеметражный)
- 1970 — «Отважный Робин Гуд» (мультфильм)
- 1971 — «У нас на заводе»
- 1971 — «Скрипка пионера» (мультфильм)
- 1974 — «Мешок яблок» (мультфильм)
- 1975 — «В стране ловушек» (мультфильм)
- 1975 — «Картина. Ехал Ваня» (мультфильм)
- 1976 — «Дни хирурга Мишкина»
- 1976 — «Незнайка в Солнечном городе» (мультфильм)
- 1977 — «Гонки без финиша»
- 1977 — «Трясина»
- 1978 — «Мой приятель светофор» (мультфильм)
- 1978 — «Тактика бега на длинную дистанцию»
- 1980 — «Корпус генерала Шубникова»
- 1980 — «Ларец Марии Медичи»
- 1980 — «Свинопас» (мультфильм)
- 1980 — «Чрезвычайные обстоятельства»
- 1981 — «Жил-был Саушкин» (мультфильм)
- 1983 — «Тревожное воскресенье»
- 1985 — «Жил отважный капитан»
- 1985 — «Прощание славянки»
- 1986 — «Охота на дракона»
- 1989 — «Птицам крылья не в тягость»
- 2013 — «Чебурашка»